# Gənzə (Ordubad)
Gənzə è un comune dell'Azerbaigian situato nel distretto di Ordubad.